# The Cracow Klezmer Band
The Cracow Klezmer Band fue un cuarteto de jazz polaco  formado por el acordeonista y compositor Jarosław Bester en 1997 en la ciudad de Cracovia, cuyos discos se encuentran en Tzadik Records. El grupo interpretó en festivales de cultura judía en Hungría, Finlandia, Polonia y la República Checa. Su sonido era diferente a lo que comúnmente se considera como música tradicional klezmer — en lugar de versiones bailables de canciones en yidis tradicional, y fantasías de forma libre y lamentos, la Cracow Klezmer Band tocaba a menudo composiciones oscuras y meditabundas, pero emotivas y dinámicas, virtuosas y originales en forma de klezmer. Algunas canciones podrían considerarse piezas de baile, pero no hubo ninguno de los tradicionales búlgaros, Freylekhs u Horas.
Los intérpretes de la banda también imitaban sonidos no musicales usando sus instrumentos —por ejemplo, el sonido de un barco que cruje o un pájaro que llora distante; esto en realidad tiene una larga tradición en la música klezmer.
En enero de 2007, The Cracow Klezmer Band cambió su nombre por Bester Quartet, con los mismos músicos.

## Historia
Jarosław Bester, acordeonista y fundador de la banda, señala que la agrupación surgió casi por accidente, pues aunque estaba interesado en tocar klezmer desde tiempo atrás, no lo hacía constantemente. El dueño del restaurante Ariel le ofreció crear una banda de klezmer, a lo cual accedió; sin embargo, al principio se trataba sólo de acompañar a una cantante con el repertorio tradicional. A partir de esa experiencia, surgió su interés en seguir con el estilo klezmer, pero con un repertorio original.
En el año 2000, lanzaron su primer disco con el sello Tzadik, titulado De Profundis, el cual tenía un estilo klezmer que se acercaba a la tradición. Los siguientes discos trataron de mirar el klezmer desde otro ángulo, vinculándolo y mezclándolo con otras tradiciones musicales, como el 'tango nuevo' de Astor Piazzolla.
Para el disco Balan: Book of Angels Volume 5, del ciclo Masada: A Book of Angels —con composiciones de John Zorn—, Bester recibió las partituras manuscritas que Zorn había seleccionado para que el cuarteto interpretara.
En enero de 2007 el proyecto da un cambio de rumbo, con un cambio de nombre, ahora llamándose Bester Quartet y en 2012 lanzan su primer disco Metamorphosen.
Bester Quartet es la continuación de un interés en la continuación del proyecto de Cracow Klezmer Band, que utiliza finas melodías, transformándolas en música radical judía con un estilo klezmer que se asemeja al de otras bandas polacas.

## Miembros
La Cracow Klezmer Band constaba de cuatro miembros:
- Jarosław Bester – acordeón
- Jarosław Tyrala – violín
- Oleg Dyyak – acordeón, clarinete y percusión
- Wojciech Front – contrabajo

Como Bester Quartet, sólo hubo un cambio en la alineación:
- Jaroslaw Bester — acordeón
- Jaroslaw Tyrala — violín
- Oleg Dyyak — acordeón, clarinete,  percusión
- Mikolaj Pospieszalski —contrabajo

## Discografía
La agrupación produjo siete álbumes en el sello discográfico Tzadik de John Zorn, con la etiqueta de “Radical Jewish Culture”.

### The Cracow Klezmer Band
- De Profundis (2000)
- The Warriors (2001)
- Voices in the Wilderness (2003) - Crakow Klezmer Band interpretan una pista
- Bereshit (2003)
- Remembrance (2007)
- Sanatorium Under the Sign of the Hourglass (2005)
- Balan: Book of Angels Volume 5 (2006)

### Bester Quartet
- Metamorphoses (2012)
- The Golden Land (2013)
- Krakoff (2013)